# StarCraft II
StarCraft II er efterfølgeren til Blizzard Entertainments StarCraft, der blev udgivet den 27. juli 2010, til Microsoft Windows og Mac. StarCraft II fortsætter fortællingen om den intergalaktiske krig mellem zerg, protoss og terran, der ligesom sit modstykke WarCraft overgik fra 2D til 3D. Forgængeren udkom i 1998 og dens udvidelsespakke Brood War i 1999. Spillet har dog fået en del kritik for ikke at være tro nok mod originalen, samt ødelægge historien en smule.[kilde mangler]

## Gameplay
StarCraft II bygger på det klassiske real-time strategy-koncept, hvor spilleren konstruerer bygninger og træner enheder, for at gennemføre en scripted mission eller nedkæmpe sin(e) modstander(e). Konstruktion og bygning forudsætter høst af ressourcer.

### Multiplayer
Multiplayer i StarCraft II foregår via Battle.net hvor man kan spille én mod én, to mod to, tre mod tre, fire mod fire. og alle mod alle med 4 spillere. Man kan lave teams med andre spillere og blive placeret i en liga hvor man møder andre spillere på samme niveau. Derudover kan man spille "Custom Games" hvor der bl.a. er specielle udgaver af de almindelige maps og mange maps der er lavat af brugere i den tilhørende Map Editor.